# Crossrail
Crossrail — строящаяся с 2009 года система железной дороги в Лондоне. Крупнейший строительный проект Европы.
Новый вид общественного транспорта Лондона связывает городские районы, а также восточные и западные пригороды. Протяжённость линий составляет 117 км. Пропускная способность рассчитана на 24 поезда из 9 вагонов в час в каждом направлении, максимальная скорость на наземных участках — до 160 км/ч, в тоннелях — до 100 км/ч. В центре города железная дорога проходит под землёй.

## История
В начале 1990-х годов парламент Великобритании отвергал аналогичный проект строительства железной дороги из-за высоких расходов.
В 2008 году парламент принял акт о строительстве Crossrail Act. Общая стоимость проекта оценивалась в 14,8 млрд фунтов стерлингов, из которых 5,6 млрд выделил бюджет Соединенного Королевства, 7,7 млрд — оператор лондонского общественного транспорта Transport for London и 2,6 млрд — частные инвесторы, например, собственники аэропорта Хитроу. Завершение работ было запланировано на 2017 год.
Система обслуживается подразделением London Rail (которое управляет городскими системами наземного общественного транспорта: London Overground, Доклендским лёгким метро и Tramlink) в составе Transport for London.
В 2010 году произошел первый перенос сдачи линии в эксплуатацию — с 2017 года на конец 2018-го. По официальной версии, это могло позволить сэкономить один миллиард фунтов. В реальности этого не получилось.
В 2015 году прокладка туннелей под городом завершилась. Началась работа по строительству и отделке новых станций. Власти подтвердили, что открытие линии запланировано на декабрь 2018 года.
10 декабря 2018 года работающая с проектом Crossrail аудиторская компания KPMG обнародовала информацию о том, что для его завершения понадобится ещё от 1,6 до 2 млрд фунтов.
11 декабря в Crossrail подтвердили справедливость такой оценки, официально попросив у правительства 1,1 млрд для завершения проекта.
Открытие сдвинулось ориентировочно на конец 2019 года.
К июню 2019 года руководство Crossrail, «разделяя расстройство жителей Лондона», называет новые сроки — линия будет открываться постепенно с октября 2020 года до марта 2021-го. Общая смета выросла до 17,5 млрд фунтов..
В мае 2021 года запущена пробная эксплуатация.
Линия от вокзала Паддингтон в центре Лондона до района Эбби Вуд на юго-востоке Лондона открылась 24 мая 2022 года. Часть ее, проходящая через центр Лондона, проложена через подземный двойной туннель длиной в 21 км. На схемах и на указателях эта линия, включая участки, открывшиеся позже продления, обозначается как линия Элизабет, в честь королевы Елизаветы, скончавшейся в 2022 году.

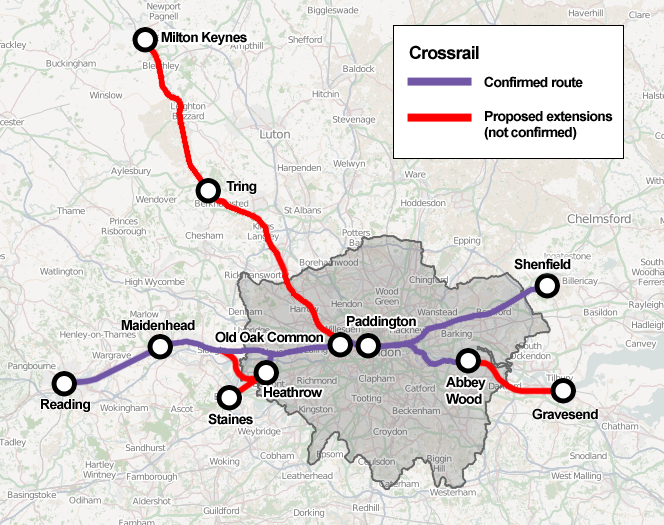
Планируемые линии
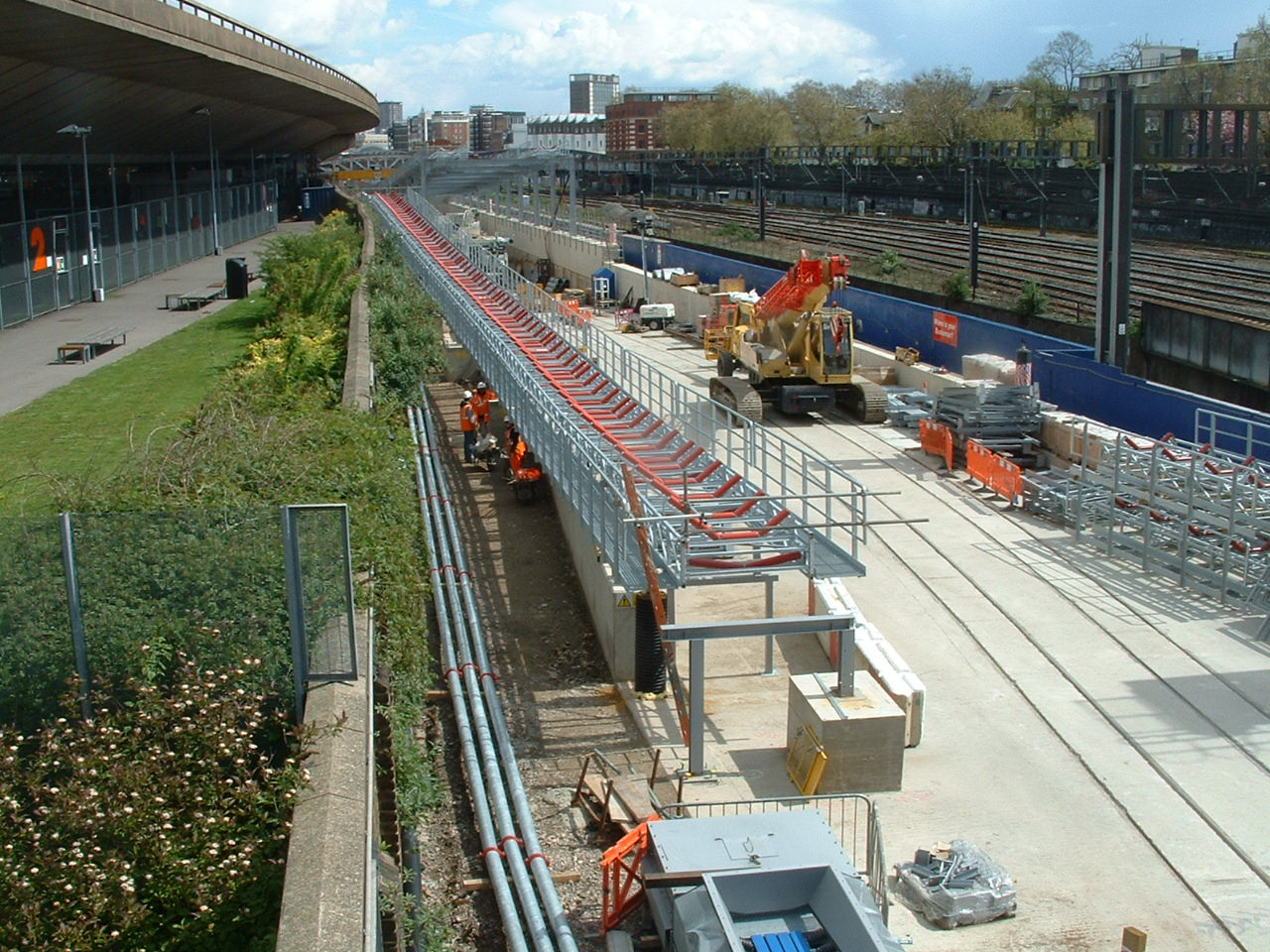
Строительные работы в 2012 году
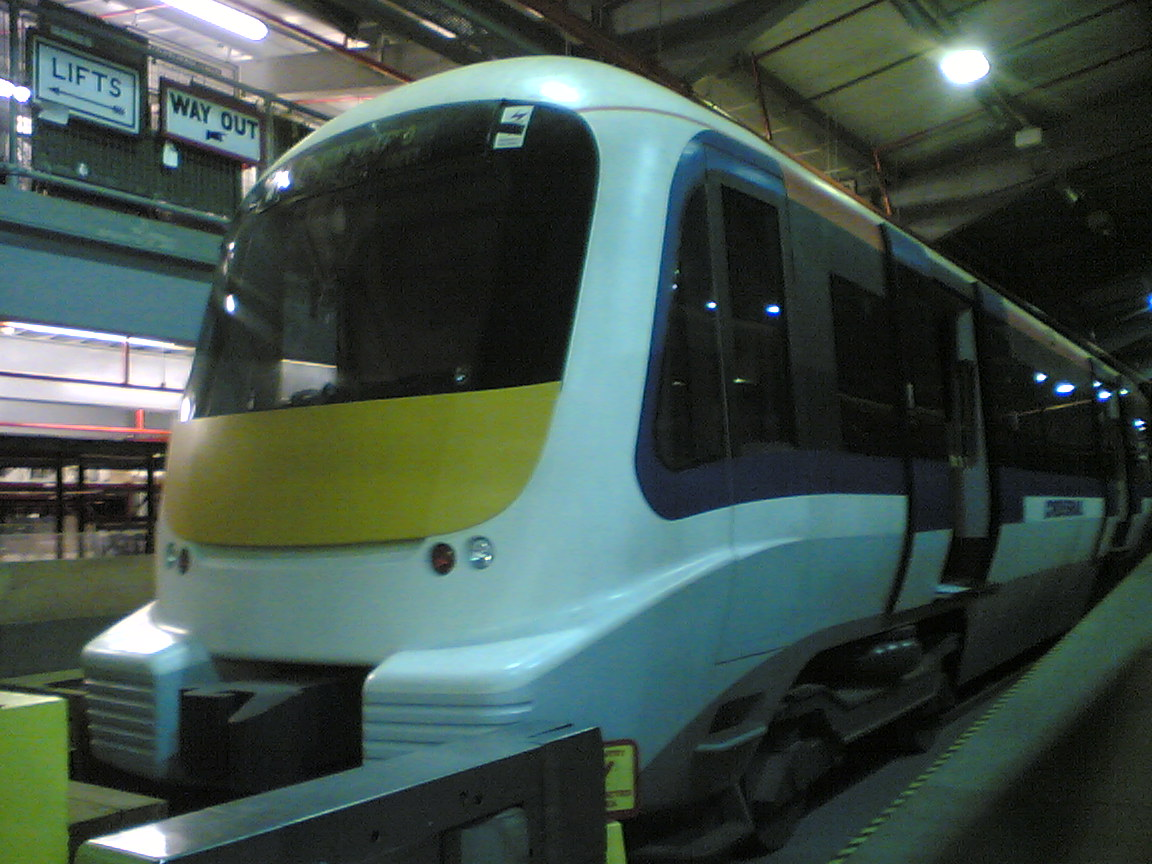
Макет поезда Crossrail в 2006 году
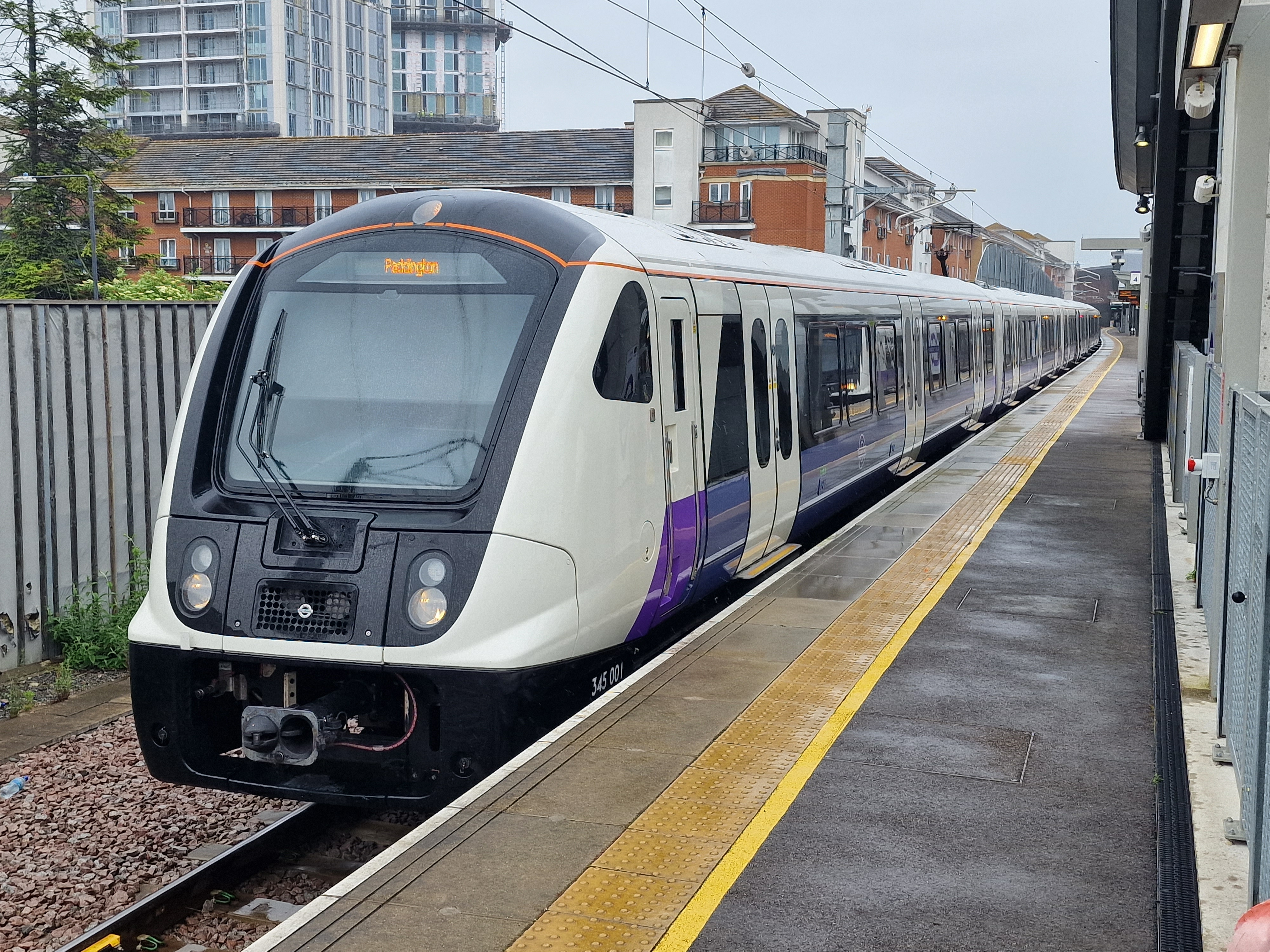
Поезд линии Элизабет в Abbey Wood в мае 2022 года